# Luca Passi
Luca Passi (* 22. Januar 1789 in Bergamo; † 18. April 1866 in Venedig) war ein römisch-katholischer Priester der Diözese Bergamo und Gründer der ‘Lehrschwestern von der heiligen Dorothea’ (italienisch Suore Maestre di Santa Dorotea). In der katholischen Kirche wird er seit dem 13. April 2013 als Seliger verehrt. Sein Gedenktag ist der 18. April.

## Leben
Luca Passi wurde 1789 in Bergamo als das erste von elf Kindern des Grafen Enrico Passi und dessen Frau Caterina Corner geboren. Sein Onkel väterlicherseits war der Priester Marco Celio Passi, der auch Generalvikar des Bischofs von Bergamo war. In seiner Kindheit zwangen unbeständige politische Umstände die Familie, in die ländliche Villa in Calcinate umzuziehen.
Im Jahr 1810 wurde er Leiter der Bruderschaft vom Allerheiligsten Sakraments in Calcinate und 1811 Direktor der Bruderschaft von der Christlichen Lehre. Passi begann seine Studien für das Priestertum im Jahr 1811. Er zeichnete sich im Seminar durch Frömmigkeit, Fleiß und ein glühendes geistliches Leben aus. Nachdem er die Leidenschaft und die Predigtkunst, die ihn zu einem der großen apostolischen Missionare seiner Zeit machten, besonders unter Beweis gestellt hatte, hielten ihn seine Vorgesetzten bereits in den Jahren 1811–1812 für geeignet, einige Predigten außerhalb Bergamos zu halten. Am 13. März 1813 wurde er zum Priester geweiht. Auch zwei seiner Brüder wurden dem Beispiel ihres Onkels und ihres Bruders folgend Priester. 1815 gründete Don Luca die "Fromme Gesellschaft von der heiligen Dorothea" für die Erziehung von jungen Mädchen. Mit den gleichen Absichten rief er das "Fromme Werk des heiligen Raphael" für Jungen ins Leben. Unterstützt von seinem Bruder Don Marco, gründete die beiden Vereinigungen im Einvernehmen mit den einzelnen Pfarrern am Ende der Volksmissionen oder Exerzitien überall dort, wo er sich für den Predigtdienst aufhielt. Vor allem aber war das Werk der heiligen Dorothea verbreitete sich zusehends, und viele Prälaten, Priester und eifrige Laien, die über die guten Früchte der Missionswerke erfreut waren, unterstützten ihn mit großem Engagement. Auch Papst Pius VII. lobte das Werk von Don Luca und ermutigte ihn, seine Missionstätigkeiten auf weitere Städte in der Region auszudehnen. Don Luca predigte in vielen Städten und Ortschaften der Italienischen Halbinsel mit einem solchen Eifer, dass er 1836 von Papst Gregor XVI. den Titel "Apostolischer Missionar" erhielt.
Im Jahre 1838 gründete Luca Passi schließlich das "Istituto delle Suore Maestre di S. Dorotea", die Lehrschwestern von der hl. Dorothea, die seine Missionstätigkeiten in der Erziehung junger Mädchen unterstützten. Mitbegründerin und erste Oberin des Instituts war Mutter Rachele Guardini.
Don Luca förderte auch soziale Werke und wandte sich insbesondere den jungen Armen zu, vor allem den Bauern; zu diesem Zweck rief er 1838 in Calcinate die Tertiärinnen der hl. Dorothea, „Bauernschwestern“ genannt, ins Leben, um verlassene Mädchen ihrem Alter entsprechend in Haus- und Landarbeit auszubilden.
Unermüdlich bis zuletzt predigend, missionierend und sich um die soliale Not kümmernd, starb er am 18. April 1866 in Venedig.

## Seligsprechung
Der Seligsprechungsprozess wurde am 6. März 1981 unter Papst Johannes Paul II. eröffnet und Passi wurde der Titel Diener Gottes verliehen. Kardinal Marco Cé eröffnete den Untersuchungsprozess auf Diözesanebene am 10. Mai 1982 in Venedig. Dieser Prozess wurde am 9. November 1983 abgeschlossen und am 10. April 1986 von der Kongregation für die Selig- und Heiligsprechungsverfahren bestätigt. Die Positio wurde im Jahr 1996 fertiggestellt und an die Kongregation übergeben. Diese wurde am 24. November 1998 von Historikern bewertet und genehmigt und am 8. November 2005 von Theologen. Nachdem die heroischen Tugenden von Luca Passi bestätigt wurden, verlieh ihm Papst Benedikt XVI. am 6. Juli 2007 den Titel "Ehrwürdiger Diener Gottes".
Das für die Seligsprechung nötige Wunder wurde auf diözesaner Ebene vom 7. April bis zum 31. Juni 2009 untersucht und erhielt am 7. Mai 2010 die Bestätigung der Kongregation, bevor auch medizinische Experten am 13. Oktober 2011 ihre Zustimmung dazu gaben. Die positive Bewertung der Theologen folgte am 18. Februar 2012. Benedikt XVI. billigte dieses Wunder am 28. Juni 2012 und bestätigte, dass Passi nun seliggesprochen werden kann. Kardinal Angelo Amato sprach Luca Passi am 13. April 2013 im Namen von Papst Franziskus in Venedig selig.
Das Grab des seligen Luca Passi befindet sich im Mutterhaus der von ihm gegründeten Schwesterngemeinschaft, der Lehrschwestern von der heiligen Dorothea, in Venedig (Cannaregio, 1104/D, 30121 Venezia).
Die Postulatorin für das Heiligsprechungsverfahren ist Sr. Emmarosa Trovò SMSD.

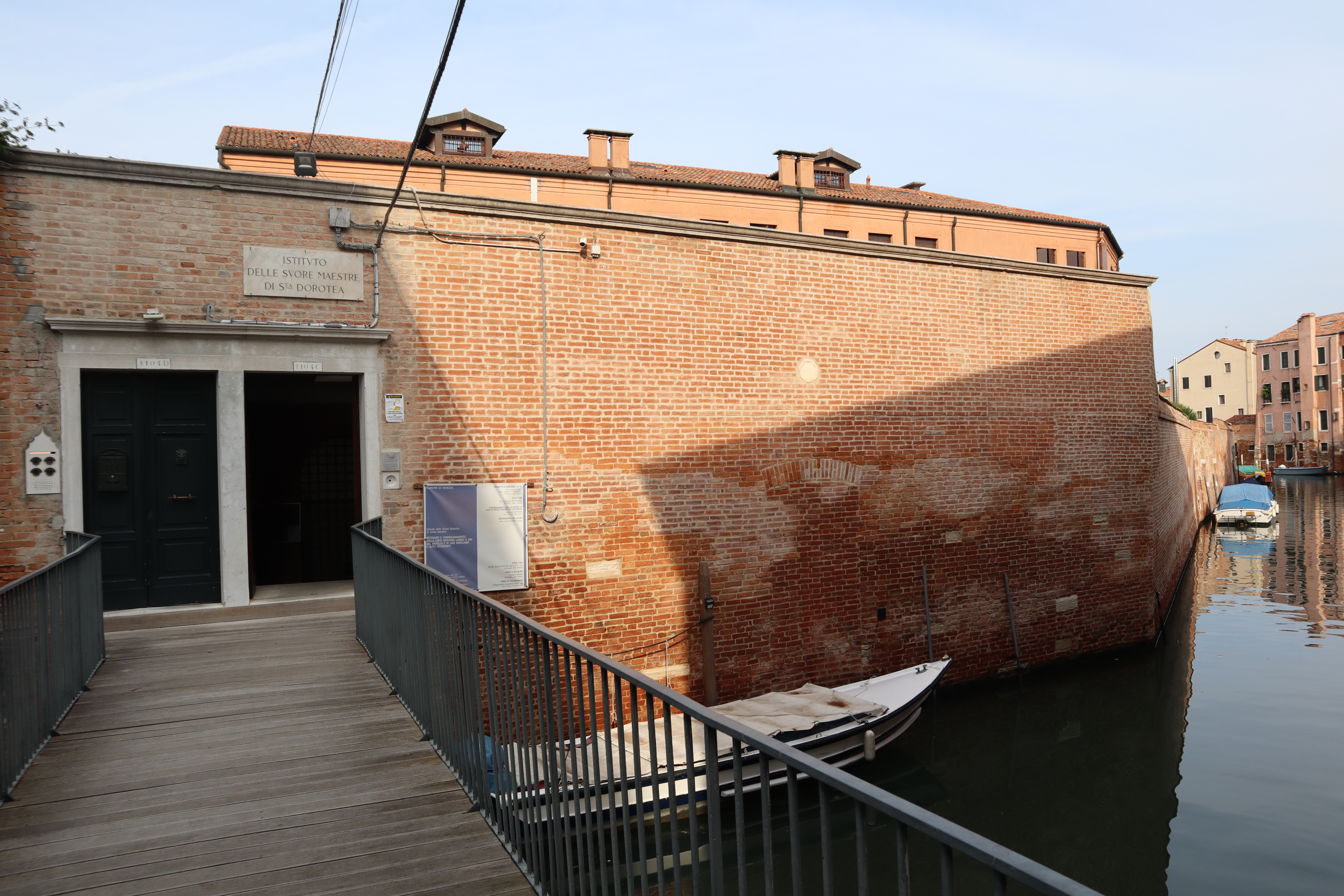
Mutterhaus der Suore Maestre di Santa Dorotea in Venedig
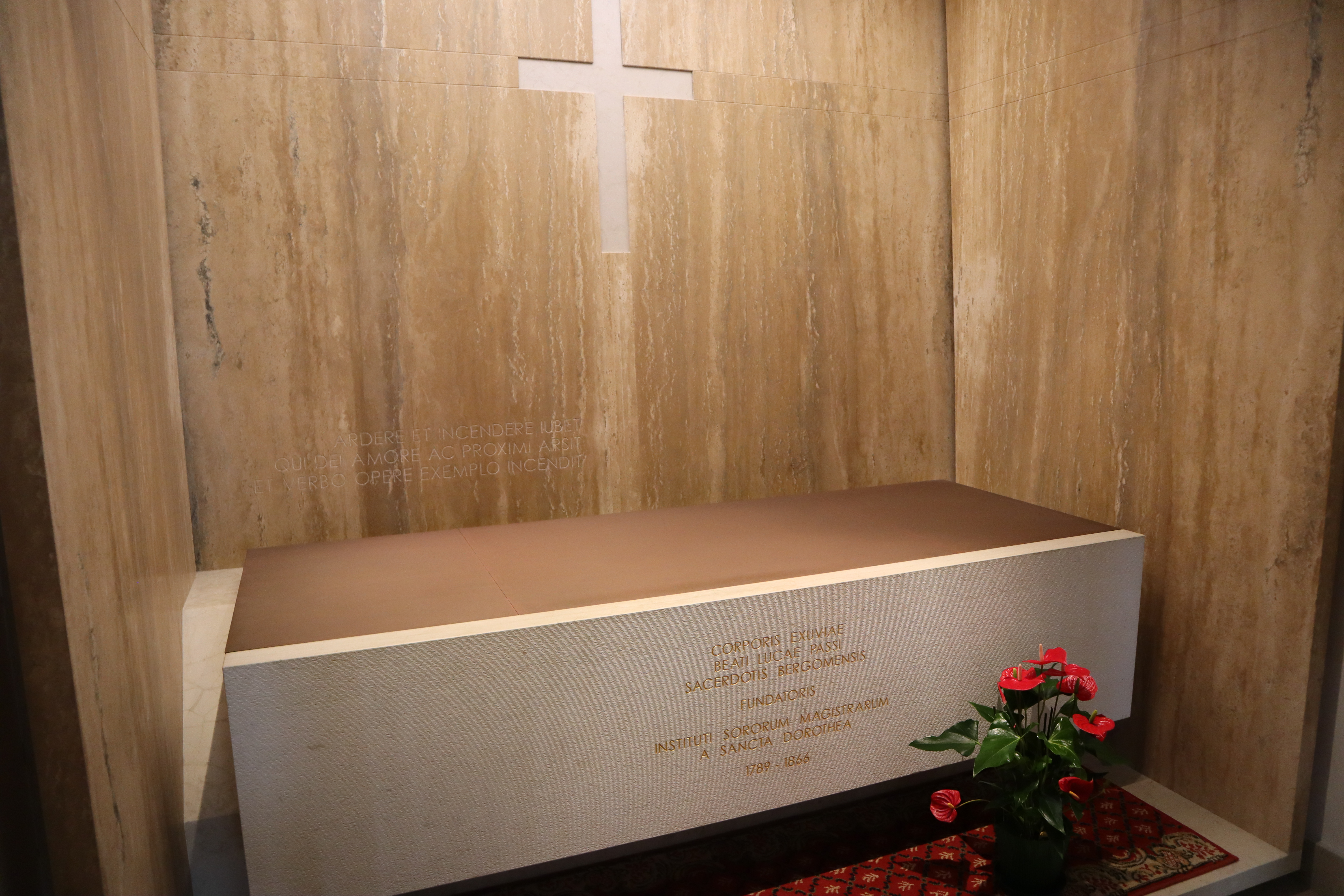
Grab des seligen Don Luca Passi im Mutterhaus der Schwestern

## Gedenktag
Der liturgische Gedenktag ist der 18. April, sein Todestag.